# Kompania Techniczna
Kompania Techniczna (ros. Техническая рота) – jeden z pierwszych oddziałów wojskowych Armii Ochotniczej podczas wojny domowej w Rosji.
Kompania została sformowana w grudniu 1917 r. Na jej czele stanął płk Nikołaj I. Kondyrin. 3 lutego 1918 r. przeniesiono ją do Rostowa nad Donem, gdzie zasilili ją ochotnicy. Osiągnęła liczebność ok. 120 ludzi. 21 lutego dowództwo objął płk Nikołaj D. Banin. Od początku lutego uczestniczyła w 1 Kubańskim (Lodowym) Marszu. W połowie marca, po połączeniu się Armii Ochotniczej z Oddziałem Kubańskim, oddział został przekształcony w 1 Kompanię Inżynieryjną w składzie 1 Brygady Piechoty.